# Paragordius tricuspidatus
Paragordius tricuspidatus je druh strunovce z čeledi Chordodidae. Je známý svou manipulací hostitelem, cvrčkem lesním (Nemobius sylvestris). Vajíčka P. tricuspidates bývají kladena na okrajích řek. Odtud se pak po náhodném požití dostávají do těla hostitele. V larválním stádiu dosahuje mikroskopické velikosti, ale v hostiteli vyroste do 10–15 centimetrového červa. Takto velký jedinec vyplňuje celou tělní dutinu hostitele. Po dosažení dospělosti přiměje cvrčka skočit do vody, aby mohl opustit tělo a najít si družku k páření. Hostitel často při tomto aktu uhyne. 